# Denominazione di origine protetta
Pour les articles homonymes, voir DOP.
Une denominazione di origine protetta (DOP) en italien, en français appellation d'origine protégée ou dénomination d'origine protégée (pour la Vallée d'Aoste, région officiellement bilingue français-italien), est un label de qualité de la Communauté européenne attribué à certaines appellations d'origine de produits agricoles dévolus au commerce qui sont cultivés ou élevés et parfois transformés selon un usage ancien dans une aire géographique délimitée. L'usage commercial d'une appellation préservée par DOP ne peut s'obtenir qu'en respectant le cahier des charges attaché à celle-ci.

## Description
Depuis 1er août 2009, la Denominazione di origine protetta s'applique aussi aux vins et spiritueux italiens. L’utilisation des anciennes dénominations telles que "Denominazione di origine controllata" reste toutefois valide, au titre des mentions traditionnelles reconnues par l’Organisation commune du marché vitivinicole.
Réglementée dans l'Union européenne, cette appellation déterminée par un savoir-faire reconnu et constaté.

## Exemples de DOP
- Mozzarella di Bufala Campana (Mozzarella de lait de bufflonne)
- Canino (huile d'olive du Latium)
- Salame di Varzi  (salami de Varzi, Lombardie)
- Prosciutto di Parma  (jambon de Parme)
- Susina di Dro (prune de Dro, Trentin-Haut-Adige)
- Basilico Genovese (basilic génois)
- Pagnotta del Dittaino (miche du Dittaino, Sicile)
- Nocciola Romana (noisette romaine)